# Cantonul Melun-Sud
Cantonul Melun-Sud este un canton din arondismentul Melun, departamentul Seine-et-Marne, regiunea Île-de-France , Franța.

## Comune
- Livry-sur-Seine
- La Rochette
- Melun (parțial, reședință)